# 199 a.C.

## Eventos
- Lúcio Cornélio Lêntulo e Públio Vílio Tápulo, cônsules romanos.
- Segundo ano da Segunda Guerra Macedônica, entre a República Romana e o Reino da Macedônia:
  - Tápulo, o comandante das operações não realiza nenhum feito memorável durante sua gestão e volta para Roma.